# 辉铋矿
辉铋矿（英語：Bismuthinite）是铋的重要矿物，主要成分为硫化铋。矿石呈铅灰色至锡白色，有金属光泽。质地很软，用指甲即可划出痕迹。

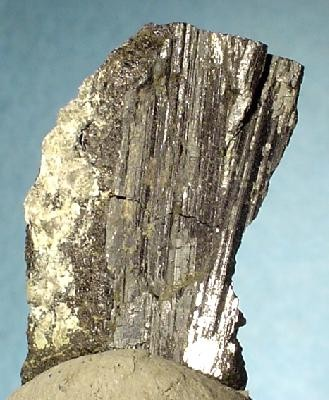
來自玻利维亚的辉铋矿晶簇 (尺寸: 2.9 x 1.9 x 1.5 cm)

辉铋矿形成于水热条件下的电气石和花岗岩覆盖的铜矿脉，或高温的金矿脉，或火山喷发的沉积。伴随存在的矿物包括砷黄铁矿、黝锡矿、方铅矿、黄铁矿、黃銅礦、锡石和石英等。
辉铋矿首次发现于玻利維亞的波托西。